# Стрелковый полк (Великобритания)
Стрелко́вый полк (англ. The Rifles) — пехотный полк Британской армии. Образован 1 февраля 2007 года. Состоит из пяти основных и двух резервных батальонов, а также ряда рот в других армейских запасных батальонах. Каждый батальон стрелков был ранее отдельным батальоном в одном из двух больших полков Лёгкой дивизии (за исключением 1-го батальона, который представляет собой слияние батальонов двух отдельных полков). После формирования, полк принимал участие в боевых действиях на поздних стадиях Иракской войны и Войны в Афганистане.

## История
Стрелковый полк был создан в результате пересмотра Future Army Structure. Согласно первоначальному объявлению, Лёгкая дивизия должна была остаться практически без изменений, за исключением того, что лёгкая пехота получила бы новый батальон за счет слияния двух других полков, а оба полка получили бы резервный батальон из состава Территориальной армии (ТА), как она тогда называлась. Однако 24 ноября 2005 года Министерство обороны объявило, что четыре полка будут объединены в один пятибатальонный полк. Регулярные батальоны Стрелкового полка были сформированы 1 февраля 2007 года путем слияния четырёх лёгких пехотных и стрелковых полков Лёгкой дивизии следующим образом:
- 1-й батальон (сформирован из 1-го батальона Девонширского и Дорсетского полка и 1-го батальона Королевского Глостерширского, Беркширского и Уилтширского полка)
- 2-й батальон (сформирован из 1-го батальона Королевского полка зелёных курток (Royal Green Jackets))
- 3-й батальон (сформирован из 2-го батальона Лёгкого пехотного полка)
- 4-й батальон (сформирован из 2-го батальона Королевского полка зелёных курток)
- 5-й батальон (сформирован из 1-го батальона Лёгкого пехотного полка)
- 6-й батальон (сформирован из Стрелкового добровольческого полка)
- 7-й батальон (сформирован из Королевского стрелкового добровольческого полка за вычетом роты Королевского полка принцессы Уэльской, но с двумя уцелевшими ротами (F и G) 4-го (V) и 5-го (V) батальонов Королевского полка зелёных курток в составе Лондонского полка)

Стрелковый полк был сформирован для службы в качестве графского полка следующих графств:
- Беркшир
- Бакингемшир
- Корнуолл
- Девон
- Дорсет
- Дарем
- Глостершир
- Херефордшир
- Оксфордшир
- Шропшир
- Сомерсет
- Южный Йоркшир
- Уилтшир

2-й, 3-й и 4-й батальоны были развёрнуты в Басре в Ираке во время самых тяжёлых боев Иракской войны, включая вывод войск из дворца Басры в сентябре 2007 г.
1-й батальон находился в Афганистане с октября 2008 г. по апрель 2009 г., занимаясь наземной поддержкой и наставничеством Афганской национальной армии в провинции Гильменд. 5-й батальон был одним из последних подразделений британской армии, покинувших Ирак в мае 2009 г. 4-й батальон обеспечивал прикрытие выборов в Афганистане и участвовал в операции «Коготь пантеры» летом 2009 года. В это же время 2-й батальон был развёрнут в Сангине и со временем был переброшен в 3-й батальон. 1-й батальон вернулся в район Нахри-Сара (Nahri Sarah) в Афганистане в апреле 2011 года, а затем был переброшен в 2-й и 5-й батальоны в октябре 2011 года. В марте 2018 года 2-й батальон вернулся домой после шестимесячной оперативной командировки в Ирак для поддержки операции «Шадер».
4-й батальон полка был переподчинён Рейнджерскому полку 1 декабря 2021 года.

## Организация
Полк имеет пять обычных и два резервных батальонов, каждый из которых создан для своих задач:
- 1-й батальон — создан путём слияния 1-го батальона Девонширского и дорсетского полка и 1-го батальона Королевского глостерширского, беркширского и уилтширского полка (Royal Gloucestershire, Berkshire and Wiltshire Regiment). Изначально предполагалось использовать в составе 3-й бригады СпН КМП. Позже вошёл в состав 160-й пехотной бригады. Дислоцируется батальон в казармах Бичли, город Чепстоу.[9][10]
- 2-й батальон — создан из 1-го батальона Королевского полка зелёных курток. Изначально предполагалось вхождение в состав 19-й механизированной бригады. Батальон входит в состав 38-й (ирландской) пехотной бригады. Дислокация в Тьепвальских казармах, город Лисберн.[9]
- 3-й батальон — переименование 2-го батальона Лёгкого пехотного полка. Изначально планировался для 52-й пехотной бригады. Находится в составе 51-й пехотной бригады. Дислоцируется в Дрэгорнских казармах, город Эдинбург.[11]
- 4-й батальон — создан из 2-го батальона Королевского полка зелёных курток. Дислоцируется в Ньюнормандийских казармах, гарнизон Олдершот.[12]
- 5-й батальон — создан из 1-го батальона Лёгкого пехотного полка. Входит в состав 20-й бронетанковой бригады. Дислокация в Булфорд-Кэмп.[13]
- 6-й батальон — бывший Стрелковый добровольческий полк (Rifle Volunteers). Входит в состав 160-й пехотной бригады и работает в паре с 1-м стрелковым батальоном. Дислокация в Вайвернских казармах, город Эксетер с подразделениями в Глостере, Таунтоне, Дорчестере, Шрусбери, Херефорде и Труро.[11]
- 7-й батальон — переименованный Королевский стрелковый добровольческий полк (Royal Rifle Volunteers), без роты перешедшей в Королевский полк принцессы Уэльской, и с ротами Королевского полка зелёных курток Лондонского полка.[11]

## Музей
Музей Стрелкового полка расположен в Пиренейских казармах в Уинчестере.

## Оркестр
В регулярном подразделении The Rifles имеется один регулярный полковой оркестр — «Оркестр горнистов Стрелкового полка» (Band and Bugles of The Rifles). Этот оркестр является одним из 14 профессиональных оркестров Королевского корпуса армейской музыки. Он был сформирован путем переименования оркестра Лёгкой дивизии, который сам по себе был объединением четырёх отдельных оркестров:
- Коруннский оркестр Лёгкого пехотного полка (Corunna Band of the Light Infantry)
- Саламанкский оркестр Лёгкого пехотного полка (Salamanca Band of the Light Infantry)
- Пиренейский оркестр Королевского полка зелёных курток (Peninsula Band of the Royal Green Jackets)
- Нормандский оркестр Королевского полка зелёных курток (Normandy Band of the Royal Green Jackets)

Кроме того, два батальона Армейского резерва Стрелкового полка содержат свои собственные оркестры:
- Саламанкский оркестр стрелкового полка (Salamanca Band of the Rifles) — 6-й батальон (бывший оркестр Стрелкового добровольческого полка).
- Ватерлооский оркестр стрелкового полка (Waterloo Band of the Rifles) — 7-й батальон (бывший оркестр Королевского стрелкового добровольческого полка).

### Оркестр горнистов
«Оркестр горнистов Стрелкового полка» (Band and Bugles of The Rifles) — самый старший оркестр в Стрелковом полку. Центральный оркестр Стрелкового полка базируется в казармах сэра Джона Мура в Уинчестере. Оркестр примечателен тем, что горнисты сопровождают оркестр в парадной шеренге. С 2016 года руководителем оркестра является майор Джейсон Гриффитс.

### Саламанкский оркестр (6-й батальон)
Саламанкский оркестр — это оркестр из 35 человек, который базируется в Эксетере и входит в состав 6-го резервного батальона. Девонширский и дорсетский полк сформировал бывший оркестр стрелков-добровольцев. Он составил костяк Саламанкского оркестра. У оркестра также есть отряд в Труро. Летом 2017 года оркестр отправился в турне по Закавказью, посетив Армению, Азербайджан и Грузию, публично выступая с оркестром Генерального штаба ВС Армении, оркестром Национальной гвардии Грузии и оркестром Министерства обороны Азербайджана, соответственно. Во время визита в Грузию группа исполнила песню Tbiliso, которая является неофициальным гимном города Тбилиси, также она была исполнена во время концерта на мосту в районе Метехи.

### Ватерлооский оркестр (7-й батальон)
The Waterloo Band — это группа из 35 человек, базирующаяся в Абингдоне и входящая в состав 7-го резервного батальона. Ватерлооский оркестр выступал на мероприятиях по всей Великобритании и по всему миру, например, на Basel Tattoo в 2014 году.

### Сигнал к отступлению
«Сигнал к отступлению» (Sounding Retreat) — это разновидность церемонии «Поспешное отступление» (Beating Retreat), проводимой в Дворцовой дивизии. Основное отличие этой церемонии от обычного отступления заключается в том, что она исполняется оркестром горнистов The Rifles, а также бывшим оркестром британской Лёгкой дивизии. Эта традиционная церемония (которая представляет собой звуки заката или отступления в британской армии) проводилась 31 мая и 1 июня на Конногвардейском параде (Horse Guards Parade) в 1993 и 2016 годах. Помимо оркестра горнистов, в церемонии также принимает участие оркестр бригады гуркхов.

## Золотые нити
Рядовой солдат в Стрелковом полку известен как «стрелок» (Rifleman), а сержант пишется архаично (Serjeant); в полку носят берет цвета      Rifle green. Ряд «золотых нитей», то есть знаков отличия, перешли в новый полк от каждого из полков-основателей:
- Военный крест — французская лента Croix de Guerre, врученная Девонширскому полку в Первой мировой войне и впоследствии носимая Девонширским и дорсетским лёгким пехотным полком, а также вручённая Его Величества шропширскому лёгкому пехотному полку в 1918 году, носится на обоих рукавах формы № 1 и № 2.
- Back Badge — значок, носимый на задней части головного убора, с надписью Egypt. Он был вручен в качестве почётного знака 28-му пехотному полку и впоследствии носился Королевским глостерширским, беркширским и уилтширским лёгким пехотным полком. Он носится на фуражке и пилотке, а также на кивере полкового оркестра и горнах.
- Рупор горна — значок рупора горна Лёгкого пехотного полка, ныне увенчанный короной святого Эдуарда, является значком полка на головном уборе.
- Мальтийский крест Королевского полка зелёных курток носится в качестве пряжки на крестовом ремне и содержит боевые достижения полка; в настоящее время одно место оставлено свободным для будущих надписей проведённых успешных сражений. В соответствии с традицией стрелковых полков, полк не носит знамени.
- Чёрные пуговицы — традиционные чёрные пуговицы Стрелкового полка носятся на всех формах одежды, за исключением строевой.
- Марш полка, представляет собой слияние народной песни «Киль-роу» (Keel Row) — марша Лёгкого пехотного полка и «Дорога к островам» (Road to the Isles) — марша Королевского полка зелёных курток.

## Боевая слава
Приведенные ниже боевые награды (надписи о проведённых битвах) отражают общее количество наград, присужденных полкам, сформировавшим подразделения полка. Они нанесены на поясном знаке полка:
- Гибралтар, Копенгаген, Плесси, Деттинген, Минден, Квебек, Мартиника, Марабу, Полуостров, Ватерлоо, Афганистан, Джелалабад, Ферозшах, Дели, Лакхнау, Новая Зеландия, Пекин, Южная Африка, Инкерман
- Первая мировая война: Нонн Бошен, Ипр, Сомма, Витторио Венето, Мегиддо
- Вторая мировая война: Кале, Первая битва при Эль-Аламейне, Вторая битва при Эль-Аламейне, Кохима, мост Пегаса, Нормандия, Италия 1943-45, Анцио
- Имджин, Корея, Ирак 2003

## Преемственность
| 1880                                                                                     | 1881 Реформы Чайлдерса                                                                                       | 1921 | 1957 Оборонная белая книга                                              | 1966 Оборонная белая книга                                         | 1990 Options for Change                                    | 2003            |
| ---------------------------------------------------------------------------------------- | --- | --- | ----------------------------------------------------------------------- | ------------------------------------------------------------------ | ---------------------------------------------------------- | --------------- |
| 11-й (севернодевонский) пехотный полк                                                    | Девонширский полк                                                                                            | Девонширский полк                                                                                            | Девонширский и дорсетский полк                                          | Девонширский и дорсетский полк                                     | Девонширский и дорсетский полк                             | Стрелковый полк |
| 39-й (дорсетширский) пехотный полк                                                       | Дорсетширский полк                                                                                           | Дорсетширский полк                                                                                           | Девонширский и дорсетский полк                                          | Девонширский и дорсетский полк                                     | Девонширский и дорсетский полк                             | Стрелковый полк |
| 54-й (западнонорфолкский) пехотный полк                                                  | Дорсетширский полк                                                                                           | Дорсетширский полк                                                                                           | Девонширский и дорсетский полк                                          | Девонширский и дорсетский полк                                     | Девонширский и дорсетский полк                             | Стрелковый полк |
| 13-й (1-й сомерсетширский) (принца Альберта) лёгкий пехотный полк                        | Принца Альберта лёгкий пехотный полк (сомерсетширский)                                                       | Сомерсетский лёгкий пехотный полк (принца Альберта)                                                          | Сомерсетский и корнуолльский лёгкий пехотный полк                       | Лёгкий пехотный полк                                               | Лёгкий пехотный полк                                       | Стрелковый полк |
| 32-й (корнуолльский) лёгкий пехотный полк                                                | Герцога Корнуолльского лёгкий пехотный полк                                                                  | Герцога Корнуолльского лёгкий пехотный полк                                                                  | Сомерсетский и корнуолльский лёгкий пехотный полк                       | Лёгкий пехотный полк                                               | Лёгкий пехотный полк                                       | Стрелковый полк |
| 46-й (южнодевонширский) пехотный полк                                                    | Герцога Корнуолльского лёгкий пехотный полк                                                                  | Герцога Корнуолльского лёгкий пехотный полк                                                                  | Сомерсетский и корнуолльский лёгкий пехотный полк                       | Лёгкий пехотный полк                                               | Лёгкий пехотный полк                                       | Стрелковый полк |
| 51-й (2-й йоркширский, вестрайдингский, собственный Его Величества) лёгкий пехотный полк | Собственный Его Величества йоркширский лёгкий пехотный полк (южнойоркширский полк)                           | Собственный Его Величества йоркширский лёгкий пехотный полк                                                  | Собственный Его Величества йоркширский лёгкий пехотный полк             | Лёгкий пехотный полк                                               | Лёгкий пехотный полк                                       | Стрелковый полк |
| 105-й пехотный полк (мадрасский лёгкий пехотный)                                         | Собственный Его Величества йоркширский лёгкий пехотный полк (южнойоркширский полк)                           | Собственный Его Величества йоркширский лёгкий пехотный полк                                                  | Собственный Его Величества йоркширский лёгкий пехотный полк             | Лёгкий пехотный полк                                               | Лёгкий пехотный полк                                       | Стрелковый полк |
| 53-й (шропширский) пехотный полк)                                                        | Его Величества лёгкий пехотный полк (шропширский полк)                                                       | Его Величества шропширский лёгкий пехотный полк                                                              | Его Величества шропширский лёгкий пехотный полк                         | Лёгкий пехотный полк                                               | Лёгкий пехотный полк                                       | Стрелковый полк |
| 85-й пехотный полк (бакский добровольческий)                                             | Его Величества лёгкий пехотный полк (шропширский полк)                                                       | Его Величества шропширский лёгкий пехотный полк                                                              | Его Величества шропширский лёгкий пехотный полк                         | Лёгкий пехотный полк                                               | Лёгкий пехотный полк                                       | Стрелковый полк |
| 68-й (даремский) пехотный полк (лёгкий пехотный)                                         | Даремский лёгкий пехотный полк                                                                               | Даремский лёгкий пехотный полк                                                                               | Даремский лёгкий пехотный полк                                          | Лёгкий пехотный полк                                               | Лёгкий пехотный полк                                       | Стрелковый полк |
| 106-й пехотный полк (бомбейский лёгкий пехотный)                                         | Даремский лёгкий пехотный полк                                                                               | Даремский лёгкий пехотный полк                                                                               | Даремский лёгкий пехотный полк                                          | Лёгкий пехотный полк                                               | Лёгкий пехотный полк                                       | Стрелковый полк |
| 28-й (северноглостерширский пехотный полк                                                | Глостерширский полк                                                                                          | Глостерширский полк                                                                                          | Глостерширский полк                                                     | Глостерширский полк                                                | Королевский глостерширский, беркширский и уилтширский полк | Стрелковый полк |
| 61-й (южноглостерширский) пехотный полк                                                  | Глостерширский полк                                                                                          | Глостерширский полк                                                                                          | Глостерширский полк                                                     | Глостерширский полк                                                | Королевский глостерширский, беркширский и уилтширский полк | Стрелковый полк |
| 49-й (принцессы Уэльской Шарлотты) (хартфордширский) пехотный полк                       | Принцессы Уэльской Шарлотты (беркширский полк)                                                               | Королевский беркширский полк (принцессы Уэльской Шарлотты)                                                   | Герцога Эдинбургского королевский полк (беркширский и уилтширский)      | Герцога Эдинбургского королевский полк (беркширский и уилтширский) | Королевский глостерширский, беркширский и уилтширский полк | Стрелковый полк |
| 66-й (беркширский) пехотный полк                                                         | Принцессы Уэльской Шарлотты (беркширский полк)                                                               | Королевский беркширский полк (принцессы Уэльской Шарлотты)                                                   | Герцога Эдинбургского королевский полк (беркширский и уилтширский)      | Герцога Эдинбургского королевский полк (беркширский и уилтширский) | Королевский глостерширский, беркширский и уилтширский полк | Стрелковый полк |
| 62-й (уилтширский) пехотный полк                                                         | Герцога Эдинбургского полк                                                                                   | Уилтширский полк (герцога Эдинбургского                                                                      | Герцога Эдинбургского королевский полк (беркширский и уилтширский)      | Герцога Эдинбургского королевский полк (беркширский и уилтширский) | Королевский глостерширский, беркширский и уилтширский полк | Стрелковый полк |
| 99-й (герцога Эдинбургского) пехотный полк                                               | Герцога Эдинбургского полк                                                                                   | Уилтширский полк (герцога Эдинбургского                                                                      | Герцога Эдинбургского королевский полк (беркширский и уилтширский)      | Герцога Эдинбургского королевский полк (беркширский и уилтширский) | Королевский глостерширский, беркширский и уилтширский полк | Стрелковый полк |
| 43-й (монмутширский лёгкий пехотный) полк                                                | Оксфордширский лёгкий пехотный полк переименован 1908: Оксфордширский и Бакингемширский лёгкий пехотный полк | Оксфордширский лёгкий пехотный полк переименован 1908: Оксфордширский и Бакингемширский лёгкий пехотный полк | 1-й полк зелёных курток (43-й и 52-й)                                   | Королевский полк зелёных курток                                    | Королевский полк зелёных курток                            | Стрелковый полк |
| 52-й (оксфордширский) лёгкий пехотный полк                                               | Оксфордширский лёгкий пехотный полк переименован 1908: Оксфордширский и Бакингемширский лёгкий пехотный полк | Оксфордширский лёгкий пехотный полк переименован 1908: Оксфордширский и Бакингемширский лёгкий пехотный полк | 1-й полк зелёных курток (43-й и 52-й)                                   | Королевский полк зелёных курток                                    | Королевский полк зелёных курток                            | Стрелковый полк |
| 60-й (Его Величества королевский стрелковый корпус) пехотный полк                        | Его Величества королевский стрелковый корпус                                                                 | Его Величества королевский стрелковый корпус                                                                 | 2-й полк зелёных курток Его Величества королевского стрелкового корпуса | Королевский полк зелёных курток                                    | Королевский полк зелёных курток                            | Стрелковый полк |
| Стрелковая бригада (собственная принца-консорта)                                         | Принца-консорта собственный полк (стрелковая бригада)                                                        | Принца-консорта собственный полк (стрелковая бригада)                                                        | 3-й полк зелёных курток Стрелковой бригады                              | Королевский полк зелёных курток                                    | Королевский полк зелёных курток                            | Стрелковый полк |

## Порядок старшинства
| Старший полк Королевский гуркхский стрелковый полк | Порядок старшинства | Младший полк Особая воздушная служба |